# Patrice Neveu
Patrice Neveu (Pré-Saint-Évroult, 29 marzo 1954) è un allenatore di calcio ed ex calciatore francese, di ruolo difensore.

## Biografia
Patrice Neveu è nato il 29 marzo 1954 a Pré-Saint-Évroult, in Francia. Ex calciatore professionista, ha ricoperto il ruolo di difensore prima di intraprendere la carriera da allenatore. Dopo il ritiro dal calcio giocato nel 1989, ha allenato numerose squadre e nazionali in Africa, Asia e Caraibi.

## Carriera

### Giocatore
Neveu ha iniziato la sua carriera da calciatore nel 1971 con il Chateaudun, dove è rimasto fino al 1975. Ha poi giocato una stagione con l’Angoulême (1975-1976), totalizzando 15 presenze. Successivamente ha vestito le maglie di Chartres (1976-1980), La Rochelle (1980-1988) e infine ES L'Ile-d'Elle (1988-1989), prima di ritirarsi.
Ha sempre militato nelle file di squadre francesi.

### Allenatore
Dopo il ritiro dal calcio giocato, ha iniziato la carriera da allenatore nel 1989 con l’AS Saint-Martin-de-Ré. Dal 1991 al 1998 ha guidato il Vendée Fontenay, seguito da un anno all’Angoulême. La sua carriera internazionale è iniziata nel 1999 con la nazionale del Niger. In seguito ha allenato il Crédit Agricole Rabat (2000), Medenine (2000-2002), Dalian Shide (2002) e Shanghai Liancheng (2002-2004).
Dopo gli inizi in patria si è trasferito all'estero guidando squadre cinesi, marocchine e egiziane. Ha altresì allenato la Nazionale guineana alla Coppa d'Africa 2006.
Dopo un breve periodo all’Ismaily (2007), ha guidato la nazionale della Repubblica Democratica del Congo (2008-2010), lo Smouha (2010), e la Mauritania (2012-2014). Ha poi allenato la nazionale di Haiti (2015-2016) e infine quella del Gabon dal 2019 al 2023.

## Palmarès

### Allenatore

#### Competizioni nazionali
- Championnat National: 1

Vendée Fontenay: 1996-1997
- Campionato cinese: 1

Dalian Shide: 2002

#### Competizioni regionali
- DH - Atlantique: 1

Vendée Fontenay: 1991-1992